# Slag bij Aquia Creek
De Slag bij Aquia Creek vond plaats tussen 29 mei en 1 juni in Stafford County, Virginia tijdens de Amerikaanse Burgeroorlog. Deze slag maakt deel uit van de Blokkade van Chesapeake Bay.
Drie Noordelijke kanonneerboten bombardeerden de Zuidelijke batterijen bij de monding van Aquia Creek. Deze stellingen beschermden het eindstation van de spoorweg naar Richmond. De Zuidelijken vreesden voor een landing van Noordelijke troepen. Deze landing zou echter nooit gebeuren. Het bombardement had in eerste instantie geen resultaat geboekt. Later werden de batterijen weggehaald.